# بيل غرينوود
بيل غرينوود (4 سبتمبر 1909 - 24 مارس 1979)  (بالإنجليزية: Bill Greenwood)‏ هو لاعب كريكت بريطاني (وحمل سابقاً جنسية المملكة المتحدة لبريطانيا العظمى وأيرلندا).